# Lalla Romano

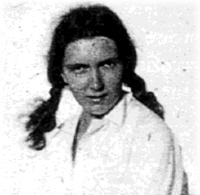

Lalla Romano (wł. Graziella Romano, ur. 11 listopada 1906 w Demonte, zm. 26 czerwca 2001 w Mediolanie) – włoska pisarka, poetka i dziennikarka.
Ukończyła studia na wydziale humanistycznym Uniwersytetu Turyńskiego. Uczyła się technik malarskich w szkołach Felice Casoratiego oraz Giovanni Guarlottiego, jej obrazy były wystawiane na wystawach zbiorowych. Pracowała jako nauczycielka historii sztuki w szkołach średnich w Mediolanie i Turynie, w czasie wojny była członkiem ruchu oporu.
W 1941 roku, zachęcona przez Eugenio Montale, opublikowała swój debiutancki tom wierszy, zatytułowany Fiore. Do pisarstwa nakłonił ją Cesare Pavese, który zamówił u niej przekład Trzech opowiadań oraz Szkoły uczuć Gustave’a Flauberta. Proza Romano oparta jest w dużej mierze na motywach autobiograficznych. W 1969 jej powieść Le parole tra noi leggere została uhonorowana  Nagrodą Stregi.

## Twórczość

### Proza
- Le metamorfosi, 1951
- Maria, 1953
- Tetto murato, 1957
- Diario di Grecia, 1960
- L’uomo che parlava solo, 1961
- La penombra che abbiamo attraversato, 1964
- Le parole tra noi leggere, 1969, wyróżniona Nagrodą Stregi
- L'ospite, Turin, 1973
- Una giovinezza inventata, 1979
- Inseparabile, 1981
- Nei mari estremi, 1987
- Un sogno del Nord, 1989

### Poezja
- Fiore, 1941
- L'autunno, 1955
- Giovane è il tempo, 1974